# Gouvernement Pierre Laval (1)
Pour les articles homonymes, voir Gouvernement Pierre Laval.
Troisième République
Gouvernement Théodore Steeg Gouvernement Pierre Laval II
Le premier gouvernement Pierre Laval dure du 27 janvier 1931 au 13 juin 1931.

## Composition
| Portefeuille                                                                         | Titulaire | Titulaire                   | Parti |
| ------------------------------------------------------------------------------------ | --------- | --------------------------- | ----- |
| Président du Conseil                                                                 |           | Pierre Laval                | DVD   |
| Ministres                                                                            |           |                             |       |
| Ministre des Affaires étrangères                                                     |           | Aristide Briand             | PRS   |
| Ministre des Finances                                                                |           | Pierre-Étienne Flandin      | AD    |
| Ministre du Budget                                                                   |           | François Pietri             | AD    |
| Ministre de la Guerre                                                                |           | André Maginot               | AD    |
| Ministre de la Justice                                                               |           | Léon Bérard                 | AD    |
| Ministre de l'Instruction publique et des Beaux-Arts                                 |           | Marius Roustan              | RI    |
| Ministre de l'Intérieur                                                              |           | Pierre Laval                | DVD   |
| Ministre de la Marine militaire                                                      |           | Charles Dumont              | AD    |
| Ministre de l'Air                                                                    |           | Jacques-Louis Dumesnil      | PRRRS |
| Ministre du Commerce et de l'Industrie                                               |           | Louis Rollin                | AD    |
| Ministre des Travaux publics                                                         |           | Maurice Deligne             | RI    |
| Ministre des Postes, Télégraphes et des Téléphones                                   |           | Charles Guernier            | RI    |
| Ministre de l'Agriculture                                                            |           | André Tardieu               | AD    |
| Ministre des Colonies                                                                |           | Paul Reynaud                | AD    |
| Ministre du Travail et de la Prévoyance Sociale                                      |           | Adolphe Landry              | RI    |
| Ministre de la Santé publique                                                        |           | Camille Blaisot             | FR    |
| Ministre de la Marine marchande                                                      |           | Louis de Chappedeleine      | RI    |
| Ministre des Pensions                                                                |           | Auguste Champetier de Ribes | PDP   |
| Sous-secrétaires d’État                                                              |           |                             |       |
| Sous-secrétaire d’État à l'Économie nationale et à la Présidence du Conseil          |           | André François-Poncet       | AD    |
| Sous-secrétaire d’État à l'Intérieur                                                 |           | Pierre Cathala              | RI    |
| Sous-secrétaire d’État à l'Instruction publique chargé des Beaux-Arts                |           | Maurice Petsche             | AD    |
| Sous-secrétaire d’État à l'Instruction publique chargé de l'Enseignement technique   |           | Charles Pomaret             | PRS   |
| Sous-secrétaire d’État à l'Instruction publique chargé de l'Éducation physique       |           | Émile Morinaud              | RI    |
| Sous-secrétaire d’État aux Travaux publics chargé des Travaux publics et du Tourisme |           | Gaston Gérard               | AD    |
| Sous-secrétaire d’État à la Marine militaire                                         |           | Pierre Dignac               | AD    |
| Sous-secrétaire d’État à l'Air                                                       |           | Étienne Riché               | RI    |
| Sous-secrétaire d’État à l'Agriculture                                               |           | Achille-Armand Fould        | FR    |
| Sous-secrétaire d’État au Commerce et à l'Industrie                                  |           | Charles Frey                | AD    |
| Sous-secrétaire d’État aux Colonies                                                  |           | Blaise Diagne               | PRS   |
| Sous-secrétaire d’État au Travail et à la Prévoyance Sociale                         |           | Maurice Foulon              | SE    |

## Politique menée
Le cabinet Laval obtient l'investiture à la Chambre, le vendredi 30 janvier 1931, par 312 voix contre 258. Il mène une politique de déflation sévère. 